# 司徒穎

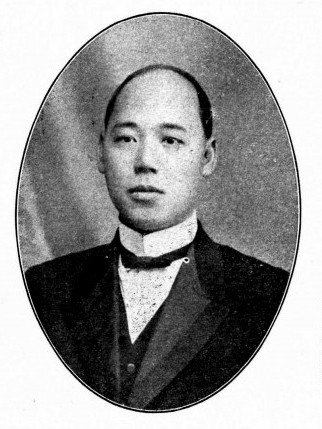

司徒颖（1878年—？），字仲实。广东开平人。中华民国政治人物、实业家。

## 生平
毕业于北京大学采矿冶金科。1912年，他被广东省议会选为北京临时参议院议员。1913年，他当选民元国会众议院议员。1913年10月，袁世凯解散民元国会后，他回到广东兴办实业。1914年，他到山西、陕西勘探石油矿。1915年，他到小吕宋考察糖业。1916年，民元国会恢复，他到北京继续任众议院议员。